# Rhodamnia acuminata
Rhodamnia acuminata är en myrtenväxtart som beskrevs av Cyril Tenison White. Rhodamnia acuminata ingår i släktet Rhodamnia och familjen myrtenväxter. Inga underarter finns listade i Catalogue of Life.